# Zigula (Sprache)
Zigula (Chizigula oder Kizigula) ist die Sprache des Volkes der Zigula in der Region Tanga im Nordosten Tansanias.
Sie zählt zu den Bantusprachen und ist eng mit den benachbarten Sprachen Ngulu, Bondei, Shambaa, Doe und Kwere verwandt.
In Tansania wird Zigula von etwa 355.000 Menschen gesprochen. Viele davon verwenden auch das Swahili.
In Somalia sprechen Nachfahren von Zigula, die im 19. Jahrhundert als Sklaven dorthin verschleppt wurden, bis heute die Zigula-Sprache, die dort auch als Mushungulu bekannt ist (siehe auch: Somalische Bantu). Schätzungen über die Zahl der Zigula/Mushungulu-Sprecher in Somalia reichen für 1992 von 20.000 bis 50.000.